# ドイトンコーヒー

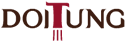
公式ロゴ

ドイトンコーヒー（タイ語：กาแฟดอยตุง）は、タイ王国北部のメーファールワン郡ドーイトゥン産のコーヒー。豊かな香りとほのかな苦味を有する。

## 概要
ドイトンは東南アジアのミャンマー、タイ、ラオス、ベトナムが含まれる黄金の三角地帯内に位置し、ケシ等の麻薬栽培が盛んな地域で、麻薬中毒や武器の密輸、人身売買が横行していた。1988年、荒廃した地域を再生すべく、ラーマ8世とラーマ9世の母シーナカリン王太后（メーファールワン）が設立したメーファールワン財団が「ドイトン計画」を立ち上げ、ケシ畑をコーヒー農園やマカダミア農園に転作する支援を開始した。プロジェクトは順調に推移し、ケシ栽培の99.9％を撲滅するに至った。
プロジェクトは安定した販路の確保という目的で喫茶店「ドイトンコーヒーショップ」を立ち上げ、タイ国内に25店舗を構える。

## 日本での展開
日本では「カルディコーヒーファーム」を展開するキャメル珈琲が、タイへの進出を契機に社会貢献活動の一環として2009年プロジェクトに参画した。生産活動の支援や、産物であるコーヒー豆の輸入・販売を行っており、プロジェクトにとっても貴重な安定売先となっている。
長らく寒候期の「季節のコーヒー」として焙煎豆またはこれを挽いた粉、1杯飲み切り用のドリップパックを限定で扱っていたが、2022年以降は暖候期でも“マイボトル”用棒状水出しドリップパックや缶入りカフェラテの取扱いを始め、通年で販売できる体制を整えるようになった。
キャメル珈琲が日本での販路を整えたこともあって、それ以前からメーファールワン財団と協力関係にあった茨城県結城市の社会医療法人・達生堂グループに属する財団法人、日本国際親善厚生財団（現：公益財団法人茨城国際親善厚生財団）が、同グループ内の城西病院に2012年7月14日「ドイトンコーヒーショップ」の日本1号店を開店させた。財団ではJR東日本結城駅前の「結城市民情報センター」にも日本2号店を展開している。